# Armoriale delle famiglie italiane (Bar-Barol)
Questo è l'armoriale delle famiglie italiane il cui cognome inizia con le lettere che vanno da Bar a Barol.

## Armi

### Bara
| Stemma | Casato e blasonatura |
| ------ | --- |
|        | Barabani (Lodi) sbarrato di argento e di rosso - aquila bicipite coronata su ambo le teste di nero su oro - berretto di argento bordato di rosso ornato da 2 penne di struzzo di argento e di rosso tutto su argento (citato in LEOM) |
|        | Barabani (Modena, Ferrara) (la blasonatura non è stata ancora caricata) (citato in UNFE) Immagine nella Biblioteca Estense Universitaria (id. 626). |
|        | Barabani (la blasonatura non è stata ancora caricata) (citato in UNFE) Immagine nella Biblioteca Estense Universitaria (id. 3702). |
|        | Barabani (Modena) (la blasonatura non è stata ancora caricata) (citato in UNFE) Immagine nella Biblioteca Estense Universitaria (id. 1559). |
|        | Barabani de' Ceriali (Cremona) inquartato; nel primo, sbarrato d'argento e di rosso; nel secondo e nel terzo, d'oro, all'aquila bicipite di nero, coronata dello stesso; nel quarto, d'argento al berretto d'argento e orlato di rosso, ornato di due penne di struzzo, una d'argento e l'altra di rosso (citato in BLCR) Immagine in Blasonario Cremonese (archiviato dall'url originale il 7 aprile 2014). |
|        | Baracca (Lugo) d'argento al cavallo allegro, inalberato, di nero; col capo d'azzurro a tre stelle di sei raggi d'oro (citato in (4) – Vol. I pag. 497) cavallo rampante di nero su argento - 3 stelle (6 raggi) di oro poste in fascia su azzurro in capo (citato in LEOM) Motto: Ad maiora |
|        | Baragazzi o Da Baragazza (Bologna) croce di rosso uscente dal bordo di una pisside di oro muovente dalla troncatura sull'argento del troncato di argento e - scaccato di nero e di argento - capo d'Angiò (citato in LEOM) |
|        | Baraldi (la blasonatura non è stata ancora caricata) (citato in UNFE) Immagine nella Biblioteca Estense Universitaria (id. 4376). |
|        | Baralis o Barali o Barralis (Susa) Titolo: signori di Mocchie; consignori di Mattie, Susa, Villarbasse (arma antica) Di rosso, a tre gemelle d'argento poste in banda alias Di rosso, a sei bande d'argento (citato in (17)) |
|        | Baralis o Barralis (Sospello) Titolo: conti di Pigna e Buggio; baroni di Coarazze; signori di Peglione; consignori di Castelnuovo D'azzurro a tre bande d'argento, con il capo del primo, cucito, carico di tre mezzelune del secondo, rivoltate Motto: Nitet servata fides (citato in (17)) |
|        | Baranzoni (Modena, Ferrara) (la blasonatura non è stata ancora caricata) (citato in UNFE) Immagine nella Biblioteca Estense Universitaria (id. 654). |
|        | Baranzoni (la blasonatura non è stata ancora caricata) (citato in UNFE) Immagine nella Biblioteca Estense Universitaria (id. 3689). |
|        | Baranzoni (Modena) (la blasonatura non è stata ancora caricata) (citato in UNFE) Immagine nella Biblioteca Estense Universitaria (id. 1340). |
|        | Barata (Savigliano) un capo trinciato d'argento, e azzurro, e sopra il tutto un albero verde nell'argento, e argento nell'azzurro (citato in ARCN) |
|        | Baratelli (Roma) Titolo: Barone inquartato: nel 1º e 4º d'azzurro al bracco al naturale corrente su una campagna di verde e accompagnato in capo da una stella (6) d'oro; nel 2º e 3º di rosso a due zampe di leone al naturale poste in decusse; sul tutto, partito d'oro e di nero caricato di due rami di olivo posti in decusse fra una corona d'alloro, il tutto di verde (citato in (4) – Vol. I pag. 497) oro pieno - 2 rami di olivo incrociati e passanti in una corona di alloro di verde su nero tutto su scudetto su - cane bracco corrente al naturale su terrazzo di verde su azzurro - stella (6 raggi) di oro in alto su azzurro - 2 zampe di leone al naturale poste in croce di Sant'Andrea uscenti dalla partizione inferiore su rosso (citato in LEOM) Cimiero: a destra il braccio nascente, ritto e rivoltato; nel centro due proboscidi troncate d'argento e di nero, fra cui i rami d'olivo fra la corona d'alloro, come nello scudo; a sinistra tre penne di struzzo, d'azzurro, d'oro, e di rosso Sostegni: due geni alati, di carnagione, vestiti d'argento increspato, con veste che dalla spalla destra dell'uno a sinistra dell'altro scende fino alle ginocchia, il bordo della veste gallonato d'oro. Dalla spalla sinistra dell'uno e destra dell'altro scende un velo rosso che passando attraverso il corpo viene sostenutonel suo capo dalla mano destra dell'uno e sinistra dell'altro |
|        | Barateri (Nizzardo) D'oro, al leone di nero (citato in (17)) |
|        | Baratta (Genova) di azzurro, alla fenice di argento uscente dal rogo di rosso acceso sulla campagna di verde, mirante il sole di rosso raggiato d'oro nel cantone superiore destro (citato in (4) – Vol. I pag. 498) fenice di argento uscente dalla sua immortalità di rosso su terrazzo di verde su azzurro mirante - sole di rosso raggiante di oro nel canton sinistro del capo su azzurro (citato in LEOM) Motto: In melius |
|        | Baratta o Baratti (Alessandria) Titolo: consignori di Quattordio D'oro a 9 monti, ristretti, di nero, 1, 2, 3, 2, 1, con la bordatura d'azzurro alias Di rosso, a nove pezzi di vaio antico, 3, 3, 2, 1 alias D'argento a 9 monti, ristretti, di nero, 1, 2, 3, 2, 1 alias D'argento, a nove teste di moro attorcigliate d'argento, 3, 3, 2, 1 Motto: A Deo nobilitas (citato in (17)) |
|        | Baratta (Fossano) Titolo: conti di Benevello, Sant'Agnese; consignori di Borgomale, Camo, Cervere, Montelupo, Olivastro D'argento, a nove monticelli di nero, 1, 2, 3, 2, 1 alias D'argento, a nove monticelli di nero, 3, 3, 2, 1 Motto: Sola nobilitas ex voluntate Dei (citato in (17)) |
|        | Baratta o Baratato (Savigliano) Titolo: signori di Cervasca, Vignolo Trinciato d'argento e d'azzurro, all'olivo, trinciato di verde e d'argento (citato in (17)) |
|        | Baratta o Baratato (Savigliano) Titolo: baroni di Sant'Agnese Trinciato d'argento e d'azzurro, all'olivo al naturale Motto: Initium sapientiae est timor Domini (citato in (17)) |
|        | Baratta (Milano) (la blasonatura non è stata ancora caricata) (Immagine nella Raccolta stemmi Topoguz.) |
|        | Baratta (Napoletano) (la blasonatura non è stata ancora caricata) (citato in NBNA) |
|        | Baratti (Forlì) d'azzurro alla banda d'oro caricata di tre gigli d'azzurro, e accompagnata in capo da una stella d'oro e i punta da un monte di tre cime di verde (citato in (4) – Vol. I pag. 498) 3 gigli di azzurro su banda di oro su azzurro - stella (6 raggi) di oro in alto a destra su azzurro - monte a 3 cime di verde uscente dalla punta a sinistra su azzurro (citato in LEOM) |
|        | Barattieri di San Pietro (Piacenza, Torino) fasciato d'azzurro e d'argento di 4 pezzi, le due fasce d'azzurro caricate di tre triangoli del campo, 2 e 1,col capo d'argento caricato da una bandiera di rosso, alla croce d'argento fluttuante a sinistra, attaccata ad un'asta d'oro posta in banda (citato in (4) – Vol. I pag. 498) alias fasciato di azzurro e di argento - le fasce di azzurro caricate da 3 triangoli di argento posti 2,1 - bandiera bifida di rosso crociata di argento fluttuante a destra su argento in capo (citato in LEOM) Cimiero: un'orsa nascente portante una bandiera di rosso crociata d'argento Elmo: ornato di svolazzi e medaglia Motto: Deus et gladium |
|        | Barattieri di San Pietro (Piacenza, Torino, Brescia) fasciato di azzurro e di argento - 3 dadi di argento posti 2,1 sull'azzurro - bandiera di rosso crociata di argento su argento in capo (citato in LEOM) |
|        | Barattini (Roma) d'azzurro alla banda d'oro caricata di tre gigli d'azzurro e accompagnata in capo da una stella d'oro e in punta da un monte di tre cime (citato in (4) – Vol. I pag. 500) 3 gigli di azzurro su banda di oro su azzurro - stella (6 raggi) di oro in alto a destra su azzurro - monte a 3 cime di verde uscente dalla punta a sinistra su azzurro (citato in LEOM) |
|        | Barattucci (Siena) Partito: nel 1º d'oro, all'aquila dal volo abbassato d'azzurro uscente dalla partizione, armata e lampassata di rosso, coronata del campo; nel 2º losangato d'azzurro e d'oro (citato in (15)) |
|        | Barauchi o Barruchi o Barucchi (Nizzardo) D'azzurro, a una torre cimata da tre torricelle, d'argento alias D'azzurro, al castello di tre torri, quella centrale più alta, d'argento, aperto del campo (citato in (17)) |

### Barba
| Stemma | Casato e blasonatura |
| ------ | --- |
|        | Barba (Toscana) (DE) Unter 1 blauen Schildhaupt, darin 1 gold bordiertes rotes Tatzenkreuz, in Blau 1 naturfarbener Januskopf (citato in KHIF) |
|        | Barba (Sicilia) d'azzurro, all'albero sradicato al naturale, sostenuto da due leoni d'oro, controrampanti e affrontati al tronco; col capo d'oro, all'aquila spiegata di nero, coronata dello stesso (citato in Mango) |
|        | Barbaccia Viscardi d'Altavilla e di Antiochia (Sicilia, Toscana) Titolo: principe del Sacro Romano Impero inquartata con sovrapposta una corona del Sacro Romano Impero Germanico: nel 1° d'oro ai tre leoni di rosso, passanti e sovrapposti in palo (Hohenstaufen-Svevia); nel 2° inquartato in decusse: nel primo e nel quarto palato d'oro e di rosso (Aragona), nel secondo e nel terzo d'argento all'aquila nera; nel 3° di rosso ai gigli d'oro sparsi (Antiochia); nel 4° d'azzurro alla banda di quadri d'argento e di rosso (Altavilla). Sul tutto: di rosso e di verde alla banda d'oro (Barbaccia) Motto: Aude audenda (citato in (18)) |
|        | Barbacciani (Arezzo) D'azzurro, a due bracci vestiti di rosso, uscenti in palo dalla punta dello scudo e levanti le mani di carnagione verso una cometa d'oro ondeggiante in palo posta in capo (citato in (15)) |
|        | Barbacetto e Barbacetti, Barbaccetti, Barbasetti, Barbazetti (Paluzza (Carnia)) inquartato: al 1º e 4º d'azzurro al camoscio saliente sul versante destro di una montagna rocciosa, al naturale; al 2º e 3º trinciato d'oro e di nero, il 1º ad una mezza scala di nero con 4 piuoli a destra, posta in banda (citato in (4) – Vol. I pag. 500) camoscio al naturale rampante su erta di argento saliente da destra al basso verso l'alto a sinistra su azzurro - trinciato di oro e di nero - mezza scala di nero posta in banda sull'oro (citato in LEOM) Cimiero: il camoscio tenente in bocca ed in banda la mezza scala del campo, nascente, posto fra due proboscidi addossate e guernite all'infuori ciascuna di cinque penne di pavone, infisse in fascia, ambedue troncate, quella a destra d'azzurro e d'argento e l'altra d'oro e di nero                                   |
|        | Barbachollo (Veneto) (troncato d'oro e di rosso, al levriere d'argento, lampassato di rosso, nascente dalla partizione) (citato in STBV) (immagine dello Stemmario reale di Baviera.) |
|        | Barbadico (Cesena) (la blasonatura non è stata ancora caricata) (citato in BLCW) Immagine in Blasone Cesenate. |
|        | Barbadori (Firenze) Scaccato d'argento e di rosso (citato in (15)) |
|        | Barbadori (la blasonatura non è stata ancora caricata) (citato in UNFE) Immagine nella Biblioteca Estense Universitaria (id. 4462). |
|        | Barbagallo (Messina) d'oro, al gallo fermo di nero, barbato e crestato di rosso (citato in DAlena e in Mango) |
|        | Barbairghi (Monte de Borza, Venezia) (la blasonatura non è stata ancora caricata) (citato in UNFE) Immagine nella Biblioteca Estense Universitaria (id. 7063). |
|        | Barbalini (Veneto) (troncato d'azzurro e d'argento, alla croce di rosso attraversante) (citato in STBV) (immagine dello Stemmario reale di Baviera.) |
|        | Barbaloni (Parma, Venezia) (la blasonatura non è stata ancora caricata) (citato in UNFE) Immagine nella Biblioteca Estense Universitaria (id. 7160). |
|        | Barbamachollo (Veneto) (troncato d'argento e di verde, all'asino d'oro, con le redini d'argento, nascente dalla partizione) (citato in STBV) (immagine dello Stemmario reale di Baviera.) |
|        | Barbamachollo (Veneto) (partito semitroncato d'oro, alla barbetta (?) di nero, d'argento, all'orso d'oro lampassato di rosso nascente dalla partizione e di verde pieno) (citato in STBV) (immagine dello Stemmario reale di Baviera.) |
|        | Barbamaggiori o Barbanzili (Monte Probasto, Trieste, Venezia) (la blasonatura non è stata ancora caricata) (citato in UNFE) Immagine nella Biblioteca Estense Universitaria (id. 5703). |
|        | Barbamozolo (Venezia) (la blasonatura non è stata ancora caricata) (citato in UNFE) Immagine nella Biblioteca Estense Universitaria (id. 7059). |
|        | Barbani (Arezzo) d'azzurro alla testa di vecchio crinita e barbuta d'argento accostata da tre gigli di oro posti 2, 1 (citato in (4) – Vol. I pag. 500) testa di vecchio di carnagione crinita e barbuta di argento in maestà su azzurro - 3 gigli fioriti di oro su azzurro posti 2,1 (citato in LEOM) D'azzurro, alla testa umana di carnagione, chiomata e barbata d'argento, posta in maestà, in mezzo a tre gigli bottonati d'oro, 2.1 (citato in (15)) |
|        | Barbani (Veneto) (d'argento, a sei barbette (?) di nero poste 3 e 3) (citato in STBV) (immagine dello Stemmario reale di Baviera.) alias (d'oro, a sei barbette (?) di nero poste 3, 2 e 1) (citato in STBV) (immagine dello Stemmario reale di Baviera.) |
|        | Barbani (Veneto) (partito d'oro e d'argento, ciascun punto caricato di una barbetta di nero sormontata da una crocetta patente e fitta di rosso) (citato in STBV) (immagine dello Stemmario reale di Baviera.) |
|        | Barbanti Silva (Correggio, Reggio Emilia, Modena) albero di pino di verde su monte a 3 cime ristrette di argento uscenti dalla punta su oro - aquila coronata di nero su rosso in capo (citato in LEOM) |
|        | Barbanti Silva (Modena) (la blasonatura non è stata ancora caricata) (citato in UNFE) Immagine nella Biblioteca Estense Universitaria (id. 10). |
|        | Barbara (Sardegna) (fasciato d'argento e di rosso, le fasce d'argento caricate ciascuna di tre moscature d'armellino ordinate in fascia) (citato in AthenaNoctua, su athenanoctua.com. URL consultato il 10 dicembre 2020 (archiviato dall'url originale il 28 giugno 2013).) |
|        | Barbarà o Barbara o Barbaro o Imbarbara (Sicilia) d'argento a tre fasce d'azzurro, accompagnate da dodici gigli del secondo, ordinati 3. 3. 3 e 3 (citato in Mango e in NBSC) Notizie storiche in Famiglie nobili di Sicilia. |
|        | Barbaran (Sardegna) fasciato d'argento e di rosso, con le fasce d'argento cariche ciascuna di tre moscature d'armellino di nero (citato in (12)) |
|        | Barbaran (Vicenza, Venezia) Titolo: N. U. N. D., Patrizio veneto, Cavaliere, Conte d'argento al leone di nero, armato di rosso (citato in (4) – Vol. I pag. 501) |
|        | Barbaran Capra (Vicenza) Titolo: Nobile d'argento al leone coronato di nero, armato di rosso (citato in (4) – Vol. I pag. 501) leone rampante coronato di nero su argento (citato in LEOM) |
|        | Barbaran Capra Garzadori (Vicenza) Titoli: Nobile, Conte d'argento al leone di nero, armato di rosso (citato in (4) – Vol. I pag. 501) leone rampante di nero su argento (citato in LEOM) Cimiero: il leone del campo nascente |
|        | Barbarani (la blasonatura non è stata ancora caricata) (citato in UNFE) Immagine nella Biblioteca Estense Universitaria (id. 4583). |
|        | Barbari o Maradexi (Atina Alta, Barbasso, Trieste, Venezia) (la blasonatura non è stata ancora caricata) (citato in UNFE) Immagine nella Biblioteca Estense Universitaria (id. 7152), su bibliotecaestense.beniculturali.it. URL consultato il 10 dicembre 2020 (archiviato dall'url originale il 5 marzo 2016). |
|        | Barbari (Istria, Venezia) (la blasonatura non è stata ancora caricata) (citato in UNFE) Immagine nella Biblioteca Estense Universitaria (id. 5702), su bibliotecaestense.beniculturali.it. URL consultato il 10 dicembre 2020 (archiviato dall'url originale il 5 marzo 2016). |
|        | Barbarich (Roma, Ravenna, Cordoba) Titolo: Conte d'azzurro a due frecce d'oro decussate (citato in (4) – Vol. I pag. 501) 2 frecce di oro incrociate punte in alto su azzurro (citato in LEOM) |
|        | Barbarico (Sicilia) d'oro con una banda nera (citato in NBSC) Notizie storiche in Famiglie nobili di Sicilia. |
|        | Barbarighi (Venezia) (la blasonatura non è stata ancora caricata) (citato in UNFE) Immagine nella Biblioteca Estense Universitaria (id. 2789). |
|        | Barbarigi (Veneto) (d'argento, alla banda d'azzurro, caricata di tre leoncelli d'oro, costeggiata da sei barbe di nero) (citato in STBV) (immagine dello Stemmario reale di Baviera.) |
|        | Barbarigi o Barbani (Monte Probasto, Venezia) (la blasonatura non è stata ancora caricata) (citato in UNFE) Immagine nella Biblioteca Estense Universitaria (id. 5705). |
|        | Barbarigi (Veneto) (trinciato d'argento, caricato di una lettera B maiuscola d'oro, e d'azzurro, caricato di un leopardo d'oro; alla banda dello stesso attraversante sulla partizione, caricata di tre barbette (?) di nero) (citato in STBV) (immagine dello Stemmario reale di Baviera.) |
|        | Barbarigo d'argento, alla banda d'azzurro, caricata di due leoncelli d'oro, costeggiata da sei barbe di nero (citato in (6) – pag. 46) |
|        | Barbarigo (Venezia) d'argento, alla banda d'azzurro caricata di tre leoncelli d'oro, accostata da sei barbe (tipi di conchiglia) di nero. Lo scudo cimato dal corno dogale (citato in GUCA – pag. 179 e in DAlena) |
|        | Barbarigo (Venezia) d'argento, alla banda d'azzurro caricata di tre leoncelli d'oro, accostata da sei barbe (tipi di conchiglia) d'oro (Immagine nella Raccolta stemmi Trippini (JPG).) |
|        | Barbarigo (Venezia) d'argento, alla banda dello stesso caricata di tre leoncelli d'oro, accostata da sei barbe (tipi di conchiglia) di rosso (Immagine nella Raccolta stemmi Trippini (JPG).) |
|        | Barbarini o Barbarino o Barberino (Sicilia) d'azzurro, a tre mosche d'oro, ordinate 2 e 1 (citato in Mango) d'azzurro con tre api d'oro ordinate 2, 1. Corona di barone (citato in NBSC) Notizie storiche in Famiglie nobili di Sicilia. |
|        | Barbaro (Padova) Titolo: N. U. N. D., Patrizio veneto, Conte d'argento, al ciclamoro di rosso (citato in GUCA – pag. 135, in 4) - Vol. I pag. 502 e in DAlena) cerchio forato (ciclamoro) di rosso su argento (citato in LEOM) Cimiero: la branca del leone d'oro, che tiene il ciclamoro dello scudo entro un volo partito d'argento e di rosso |
|        | Barbaro (Venezia, Torino) Titolo: N. U. N. D., Patrizio veneto d'argento, al ciclamoro di rosso (citato in GUCA – pag. 135 e in 4) - Vol. I pag. 503 e in STBV) cerchio forato (ciclamoro) di rosso su argento (citato in LEOM) (immagine dello Stemmario reale di Baviera.) Cimiero: la branca del leone d'oro, che tiene il ciclamoro dello scudo entro un volo partito d'argento e di rosso |
|        | Barbaro o Mangadesi (Barbasso, Trieste, Venezia) (cerchio di sangue in campo bianco) (citato in UNFE) Immagine nella Biblioteca Estense Universitaria (id. 5706), su bibliotecaestense.beniculturali.it. URL consultato il 10 dicembre 2020 (archiviato dall'url originale il 5 marzo 2016). |
|        | Barbaro (Venezia) (la blasonatura non è stata ancora caricata) (citato in UNFE) Immagine nella Biblioteca Estense Universitaria (id. 4489), su bibliotecaestense.beniculturali.it. URL consultato il 10 dicembre 2020 (archiviato dall'url originale il 5 marzo 2016). |
|        | Barbaro (Napoletano) (la blasonatura non è stata ancora caricata) (citato in NBNA) |
|        | Barbaro (Veneto) (d'argento, a due filetti in banda accompagnati da due rose, una in capo e una in punta, il tutto d'azzurro) (citato in STBV) (immagine dello Stemmario reale di Baviera.) |
|        | Barbaro (Veneto) (d'argento, alla banda di rosso accostata da due pesci dello stesso posti nel verso della pezza) (citato in STBV) (immagine dello Stemmario reale di Baviera.) |
|        | Barbaro (Veneto) (la blasonatura non è stata ancora caricata) (citato in STBV) (immagine dello Stemmario reale di Baviera.) |
|        | Barbaro (Aquileia, Venezia) (la blasonatura non è stata ancora caricata) (citato in UNFE) Immagine nella Biblioteca Estense Universitaria (id. 7187), su bibliotecaestense.beniculturali.it. URL consultato il 10 dicembre 2020 (archiviato dall'url originale il 5 marzo 2016). |
|        | Barbaroman (Veneto) (d'argento, alla losanga confinante di rosso, ripiena d'oro, caricata di una stella a otto raggi d'azzurro, accompagnata da due crocette patenti e fitte dello stesso in capo) (citato in STBV) (immagine dello Stemmario reale di Baviera.) alias (la blasonatura non è stata ancora caricata) (citato in STBV) (immagine dello Stemmario reale di Baviera.) alias (la blasonatura non è stata ancora caricata) (citato in STBV) (immagine dello Stemmario reale di Baviera.) |
|        | Barbaromani (Brescia, Venezia) (la blasonatura non è stata ancora caricata) (citato in UNFE) Immagine nella Biblioteca Estense Universitaria (id. 7147). |
|        | Barbaromani (Brescia, Cittanova, Venezia) (la blasonatura non è stata ancora caricata) (citato in UNFE) Immagine nella Biblioteca Estense Universitaria (id. 5704). |
|        | Barbaroux (Colmar, Torino) Titolo: conte d'azzurro, al levriere d'argento, ritto, collarinato di rosso, fibbiato d'oro (citato in (4) – Vol. I pag. 503, in (17) e in ARCN) cane levriero rampante di argento collarinato di rosso fibbiato di oro su azzurro (citato in LEOM) alias d'azzurro, al cane levriere d'argento rampante collarinato di rosso (citato in ARCN) alias D'argento, alla banda di azzurro, carica di tre rose del campo, accompagnate da due barbi, di rosso, posti in fascia (citato in (17) e in ARCN) Cimiero: un ferro di frema d'oro Motto: Gratia obvia |
|        | Barbaroux (Mortigliengo in Grugliasco) Di rosso, allo scaglione d'azzurro, accompagnato da tre teste d'uomo barbuto e posto di fronte, al naturale, 2, 1, con il capo d'oro, carico di un'aquila coronata di nero (citato in (17)) |
|        | Barbasetti e Barbaceto, Barbazetti (Verona, Padova, Udine) Titolo: Nobile del S.R.I. e di Prun inquartato:, al 1º e 4º di azzurro, al camoscio saliente dal versante sinistro di una montagna rocciosa, al naturale; al 2º e 3º trinciato d'oro e di nero, il primo ad una mezza scala, di nero, con quattro piuoli, posta a destra ed in banda (citato in (4) – Vol. I pag. 503) camoscio al naturale rampante su erta di argento saliente da destra al basso verso l'alto a sinistra su azzurro - trinciato di oro e di nero - mezza scala di nero posta in banda sull'oro (citato in LEOM) Cimiero: il camoscio tenente in bocca ed in banda la mezza scala del campo, nascente, posto fra due proboscidi addossate e guernite all'infuori ciascuna di cinque penne di pavone, infisse in fascia, ambedue troncate, quella a destra d'azzurro e d'argento e l'altra d'oro e di nero |
|        | Barbasetti da Rovello (Carnia) Titolo: Nobile del S.R.I. inquartato:, al 1º e 4º di azzurro, al camoscio saliente dal versante sinistro di una montagna rocciosa, al naturale; al 2º e 3º trinciato d'oro e di nero, il primo ad una mezza scala, di nero, con quattro piuoli, posta a destra ed in banda (citato in GUCA – pag. 101 e in DAlena) |
|        | Barbati (Aquileia, Oderzo, Venezia) (la blasonatura non è stata ancora caricata) (citato in UNFE) Immagine nella Biblioteca Estense Universitaria (id. 5707). |
|        | Barbato o Barbuto (Sicilia) d'azzurro, alla testa umana di carnagione, barbata e crinata di nero, accompagnata da tre gigli d'oro (citato in Mango) |
|        | Barbato (Napoletano) d'argento a due fasce di rosso (citato in STVS) |
|        | Barbato (Veneto) (la blasonatura non è stata ancora caricata) (citato in STBV) (immagine dello Stemmario reale di Baviera.) alias (la blasonatura non è stata ancora caricata) (citato in STBV) (immagine dello Stemmario reale di Baviera.) alias (la blasonatura non è stata ancora caricata) (citato in STBV) (immagine dello Stemmario reale di Baviera.) alias (la blasonatura non è stata ancora caricata) (citato in STBV) (immagine dello Stemmario reale di Baviera.) |
|        | Barbavara o De Castello (Milano) Titolo: signori di Bellinzago, Boca, Castel S. Angelo, Cavallirio, Gravellona, Momo, Oleggio, Omegna, Ossola, Pallanza, Roasio, Romagnano, Serravalle Sesia, Suna, Suno, Trivero, Yenne D'azzurro, alla torre d'argento, fondata sulla pianura erbosa, al naturale, con il capo d'oro, carico di un'aquila coronata, di nero alias Di rosso, al castello di due torri, d'argento, aperto e finestrato del campo, con il capo d'oro, carico di un'aquila di nero Motto: Eadem nec mutor in fide (citato in (17)) |
|        | Barbavara di Gravellona (Vigevano, Milano, Torino) Titoli: Conte, Signore di Gravellona d'azzurro alla torre d'argento fondata nella campagna di verde; col capo dell'impero (citato in (4) – Vol. I pag. 504) torre di argento su terrazzo di verde su azzurro - aquila bicipite di nero con corona reale di oro su oro in capo (citato in LEOM) |
|        | Barbazan (d'azzurro, alla croce d'oro) (citato in UNFE) Immagine nella Biblioteca Estense Universitaria (id. 2569). |
|        | Barbazini (Venezia, Caorle, Iesolo) d'argento, al capriolo di rosso, accompagnato in capo da una B e da un'A e in punta da una R di rosso, gotiche (citato in CROL – pag. 14) (d'argento, allo scaglione di rosso, accompagnato in capo da una B e da un'A e in punta da una R di rosso) (citato in STBV) (immagine dello Stemmario reale di Baviera.) (la blasonatura non è stata ancora caricata) (citato in UNFE) Immagine nella Biblioteca Estense Universitaria (id. 5708), su bibliotecaestense.beniculturali.it. URL consultato il 10 dicembre 2020 (archiviato dall'url originale il 5 marzo 2016). |
|        | Barbazza (Bologna) (la blasonatura non è stata ancora caricata) (citato in UNFE) Immagine nella Biblioteca Estense Universitaria (id. 3601). |
|        | Barbazzi o Barbazza o Barbaccia (Bologna) titolo di Marchese inquartato: nel 1º e 4º trinciato di rosso e di verde, alla banda d'oro attraversante sulla partizione; nel 2º e 3º fasciato d'argento e di nero di quattro pezzi, al capo di rosso (Versione a colore corretta secondo la miniatura su pergamena "Insigna", vol. XIII, c. 59a, III bimestre 1726, Archivio di Stato di Bologna, Anziani consoli), inoltre secondo l'autore Floriano Canetoli, "Il Blasone bolognese, cioè Arme gentilizie di famiglie bolognesi, nobili, cittadinesche e aggregate" Motto: Aude Audenda |

### Barbe
| Stemma | Casato e blasonatura |
| ------ | --- |
|        | Barbera (Brescia, Rezzato) inquartato: di rosso e d'azzurro alla banda d'oro attraversante (citato in (4) – Vol. I pag. 504) banda di oro su inquartato di rosso e di azzurro (citato in LEOM) |
|        | Barbera (Rezzato, Brescia) lancia di oro in banda su inquartato di azzurro e di rosso (citato in LEOM) |
|        | Barbera o La Barbera (Palermo) d'azzurro, a due braccia vestite d'argento, moventi dai fianchi dello scudo, impugnanti nel cuore, con le mani dello stesso, un serpente d'oro, ondeggiante in palo. Corona di barone (citato in DAlena e in Mango) alias d'azzurro con due mani che trattengono un serpente di argento con la testa in alto (citato in NBSC) Notizie storiche in Famiglie nobili di Sicilia. |
|        | Barbera (Capitergio, Venezia) (la blasonatura non è stata ancora caricata) (citato in UNFE) Immagine nella Biblioteca Estense Universitaria (id. 7185), su bibliotecaestense.beniculturali.it. URL consultato il 10 dicembre 2020 (archiviato dall'url originale il 5 marzo 2016). |
|        | Barberi (Cuneo, Ceva) D'oro, alla banda di nero (citato in (17)) |
|        | Barberi (Susa) Titolo: consignori di Bussoleno D'azzurro, a tre mezze aquile d'oro, troncate Motto: Imperterrita victoria (citato in (17)) |
|        | Barberi (Viverone) Titolo: conti di Paglières Di rosso, alla banda d'argento, accompagnata da due barbi d'argento posti in banda, l'uno verso il capo e l'altro verso la punta (citato in (17)) |
|        | Barberi o Barberis (Moretta, Villafranca Piemonte) Titolo: conte di Branzola D'oro, alla pianta di verbena di tre rami di verde, fiorita di tre pezzi di rosso (citato in (17) e in ARCN) Cimiero: leone d'oro nascente, tenente una pianta di verbena, fiorita di quattro pezzi Motti: Undique tuta - Insidiis obsta |
|        | Barberi (Nizza) Titolo: signori di Sospello D'azzurro, a tre teste d'aquila, strappate, d'oro (citato in (17)) |
|        | Barberi (Asti) D'argento, alla fascia di rosso, a spina pesce, accompagnata in capo da una stella d'azzurro Motto: Ferendo referans (citato in (17)) |
|        | Barberi (Biella) D'azzurro, alla cancellata di nero, di sette pezzi, l'ultimo a sinistra sormontato da un'asta, del medesimo, con la bandiera d'oro, svolazzante in sbarra, carica della lettera romana B, di rosso, sulla campagna erbosa, nell'angolo destro del capo una palla di cannone, di nero (citato in (17)) |
|        | Barberi (Erice) Titolo: Barone di San Niccolò d'azzurro al leone d'oro rampante, su una striscia di terra marrone, ad un tuono d'oro e tre stelle dorate (citato in (18)) |
|        | Barberi (Modena) 3 vette rocciose uscenti dalla punta al naturale su azzurro - 3 fiamme di rosso in alto su azzurro - Pegaso (cavallo alato) di argento su azzurro in capo - trangla di nero (citato in LEOM) (la blasonatura non è stata ancora caricata) (citato in UNFE) Immagine nella Biblioteca Estense Universitaria (id. 15). |
|        | Barberini (Roma, Napoletano) d'azzurro, a tre api montanti d'oro (citato in CROL – pag. 41, in GUCA - pag.31, in (6) - pag. 100 e in NBNA) D'azzurro a tre api d'oro, poste due in capo ed una in punta (citato in DAlena) D'azzurro a tre api d'oro 2 e 1 (citato in Pietramellara, vol. I, pag. 62, immagine in Rust, Barberini (PDF). URL consultato il 27 dicembre 2013 (archiviato dall'url originale il 28 dicembre 2013).) (la blasonatura non è stata ancora caricata) (citato in UNFE) Immagine nella Biblioteca Estense Universitaria (id. 3621). Motto: In forti dulcedo |
|        | Barberini (Roma) partito: d'azzurro a 3 api d'oro 2 e 1 (Barberini); d'argento a 3 bande di nero (Sacchetti) (citato in (4) – Vol. I pag. 504) 3 api viste di dorso di oro poste 2,1 su azzurro - 3 bande di nero su argento (citato in LEOM) |
|        | Barberini o Da Barberino (Firenze) D'azzurro, a tre api (o tafani) montanti d'oro, 2.1 (citato in (15)) (DE) In Blau 3 goldene Bienen 2:1 gestellt (citato in KHIF) (la blasonatura non è stata ancora caricata) (citato in UNFE) Immagine nella Biblioteca Estense Universitaria (id. 7404 e id. 7459 e id. 7460 e id. 7463 e id. 7464). alias D'azzurro, a tre api (o tafani) montanti d'oro, 2.1, accompagnate in capo da una forbice posta in fascia d'argento (citato in (15))                                                                                                 |
|        | Barberini (Toscana) (la blasonatura non è stata ancora caricata) (citato in UNFE) Immagine nella Biblioteca Estense Universitaria (id. 5088). |
|        | Barberini o Da Barberino (Toscana) (DE) In Grün 1 rotes Schrägkreuz, oben begleitet von 1 achtstrahligen goldenen Stern (citato in KHIF) |
|        | Barberini (Cesena) (la blasonatura non è stata ancora caricata) (citato in BLCW) Immagine in Blasone Cesenate. |
|        | Barberini di Roma (Cesena) (la blasonatura non è stata ancora caricata) (citato in BLCW) Immagine in Blasone Cesenate. |
|        | Barberinus (Firenze) (la blasonatura non è stata ancora caricata) (citato in UNFE) Immagine nella Biblioteca Estense Universitaria (id. 7449). |
|        | Barberis (Bibiana, Carmagnola, Savoia) Titolo: conti palatini; signori della casaforte di Lescheraine, Saint Avre Troncato, al 1° d'argento, all'aquila bicipite di nero, al 2° d'oro, allo scaglione di rosso alias Troncato, al 1° d'oro, all'aquila bicipite di nero, al 2° di rosso, allo scaglione d'oro alias D'oro, allo scaglione di rosso, con il capo d'argento, carico di un'aquila bicipite di nero Motto: Iustus ex fide vivit (citato in (17)) |
|        | Barberis (Mondovì) D'oro, alla banda d'azzurro (citato in (17)) |
|        | Barberis (Ottiglio, Ponzano) D'oro, a due guerrieri, il primo armato di spada e di rotella, il secondo di stocco e di spada, affrontati, duellanti, seminudi di carnagione, dipinti all'uso antico (citato in (17)) |
|        | Barberis (Crevacuore) D'azzurro, alla banda di rosso, cucita, carica di un leone passante, d'oro, accompagnata verso il capo da tre stelle (6), pure d'oro, poste in banda (citato in (17)) |
|        | Barbero (Benevagienna) D'oro, al pruno nutrito sulla pianura erbosa, accompagnato da due mastini affrontati, sdraiati al piede del tronco, sormontato da un braccio armato, impugnante con la mano guantata una spada, il tutto al naturale (citato in (17)) |
|        | Barbero (Bra) Di nero, a tre bande d'argento alias D'argento, alla banda di nero (citato in (17)) |
|        | Barbeta (Veneto) (d'argento, alla barbetta (?) di nero) (citato in STBV) (immagine dello Stemmario reale di Baviera.) alias (d'oro, a tre barbette (?) di nero) (citato in STBV) (immagine dello Stemmario reale di Baviera.) |
|        | Barbetti o Barbati (Aquileia, Venezia) (la blasonatura non è stata ancora caricata) (citato in UNFE) Immagine nella Biblioteca Estense Universitaria (id. 5709). |

### Barbi
| Stemma | Casato e blasonatura |
| ------ | --- |
|        | Barbi (Gubbio) d'azzurro al leone linguato di rosso attraversato da una banda d'argento (citato in (4) – Vol. I pag. 505) banda di argento su - leone rampante di oro su azzurro (citato in LEOM) |
|        | Barbi o Barbolani (Parma, Venezia) (la blasonatura non è stata ancora caricata) (citato in UNFE) Immagine nella Biblioteca Estense Universitaria (id. 7206), su bibliotecaestense.beniculturali.it. URL consultato il 10 dicembre 2020 (archiviato dall'url originale il 5 marzo 2016). |
|        | Barbi o Barbolani (Parma, Venezia) (la blasonatura non è stata ancora caricata) (citato in UNFE) Immagine nella Biblioteca Estense Universitaria (id. 5710), su bibliotecaestense.beniculturali.it. URL consultato il 10 dicembre 2020 (archiviato dall'url originale il 5 marzo 2016). |
|        | Barbiani (Firenze) Inquartato: nel 1° d'azzurro, alla banda d'oro e al palo attraversante dello stesso; nel 2° troncato semipartito: a/ d'azzurro, all'aquila dal volo spiegato di nero, coronata d'oro, b/ d'azzurro, a tre pesci nuotanti l'uno sull'altro d'argento, c/ d'azzurro, al leone al naturale, tenente una palla di nero; nel 3° di rosso pieno; nel 4° d'argento, a tre pali d'azzurro (citato in (15)) |
|        | Barbiani (Cesena) (la blasonatura non è stata ancora caricata) (citato in BLCW) Immagine in Blasone Cesenate. |
|        | Barbiano di Belgioioso e Barbiano di Belgioioso d'Este (ramo primogenito) (Milano) Titoli: Nobile, Patrizio milanese, Conte e Signore di Belgioioso, Consignore del Vicariato di Belgioioso, Signore di San Colombano al Lambro e di Graffignana, Consignore di Albuzzano, Marzano, Vigalfo, Barona e Spirago, Signore di Boscone Tosca e Cascina d'Este, Conte del S. R. I., Principe del S. R. I. e di Belgioioso, Marchese di Grumello, Signore di Lardara, Confienza e Cigognola, trattamento di Don e Donna inquartato: nel 1º e 4º d'oro all'aquila imperiale bicipite col volo spiegato aureolata nelle due teste d'argento e coronata da una corona imperiale d'oro e tenente con la zampa destra una spada sguainata e manicata d'oro posta in banda e con la sinistra un globo d'oro crociato; nel 2º e 3º d'azzurro a tre gigli d'oro disposti 2 e 1 con la bordura innestata d'oro e di rosso; sul tutto uno scudetto partito: a) scaccato d'argento e di rosso al capo d'argento caricato di una croce del secondo; b) d'azzurro all'aquila al naturale coronata d'oro. (citato in (4) – Vol. I pag. 505) scaccato di argento e rosso (24pezzi) - croce di rosso su argento in capo - aquila al naturale coronata di oro ali abbassate su azzurro tutto su scudetto su - aquila bicipite di nero aureolata di argento su ambo le teste sovrastata da corona imperiale di oro tenente in destra e sinistra spada e mondo crociato tutto su oro - 3 gigli di oro su azzurro posti 2,1 - bordura inchiavata composta di rosso e di oro (citato in LEOM) Lo scudo è accollato alla collana del Toson d'Oro e sormontato da un sole d'oro il tutto posto sotto un padiglione sormontato da una corona da Principe Supporti: 2 leoni d'oro con la testa rivolta, tenenti ciascuno una bandiera, quella a destra d'argento caricata del gonfalone e delle chiavi pontificie, quella a sinistra d'argento alla croce di rosso, accantonata dalle sillabe Lib. ital. ab. est. |
|        | Barbiano di Belgioioso e Barbiano di Belgioioso d'Este (ramo secondogenito) (Milano) Titoli: Nobile, Patrizio milanese, Conte e Signore di Belgioioso, Consignore di Albuzzano, Marzano, Vigalfo, Barona e Spirago, Conte del S. R. I., Signore di Merlino e di Confienza, trattamento di Don e Donna scaccato di argento e di rosso, con il capo d'argento caricato di una croce di rosso (citato in (4) – Vol. I pag. 505) scaccato di argento e di rosso (24pezzi) - croce di rosso su argento in capo (citato in LEOM) Supporti: due leoni d'oro Motto: Lib. ital. ab. est. Manto |
|        | Barbiano di Belgioioso (Milano) (la blasonatura non è stata ancora caricata) (Immagine nella Raccolta stemmi Trippini (JPG).) |
|        | Barbiano di Belgioioso (Milano) (la blasonatura non è stata ancora caricata) (Immagine nella Raccolta stemmi Trippini (JPG).) |
|        | Barbiellini Amidei (Piacenza, Roma) busto di uomo barbuto di profilo vestito al naturale su azzurro affiancato - 2 gigli di argento su azzurro - cometa di oro in palo su rosso in capo - fascia di rosso su oro (citato in LEOM) |
|        | Barbier (Torino) D'argento, all'aquila di nero, accompagnata in punta da una pianta di battisegola (fiordaliso), al naturale (citato in (17)) Motto: Assez clair voit qui l'empeche de foudre |
|        | Barbier (Parigi, Torino) gallo di nero crestato e barbato di rosso testa rivolta su argento - spada in sbarra di azzurro manicata di nero su fiore di azzurro su oro (citato in LEOM) |
|        | Barbieri (Modena, Mirandola, Roma) d'azzurro, a 2 barbi d'argento natanti in fascia l'uno sull'altro, il primo volto a sinistra e l'altro a destra, nell'acqua al naturale in punta (citato in GUCA – pag. 74 e in DAlena) 2 pesci barbi di argento un sull'altro il superiore rivolto su mare al naturale su azzurro (citato in LEOM) (la blasonatura non è stata ancora caricata) (citato in UNFE) Immagine nella Biblioteca Estense Universitaria (id. 16). |
|        | Barbieri (Vicenza) Titoli: Nobile, Conte di Pasiano Schiavonesco e ville annesse d'azzurro a tre pesci d'argento posti uno sopra l'altro (citato in (4) – Vol. I pag. 507) 3 pesci posti in fascia un sull'altro di argento su azzurro (citato in LEOM) |
|        | Barbieri (Parma) fede vestita di rosso stringente anche ramo di alloro e spada di argento in sbarra su argento (citato in LEOM) |
|        | Barbieri (Parma) barba umana di rosso su argento - nero pieno (citato in LEOM) |
|        | Barbieri (Cesena) (la blasonatura non è stata ancora caricata) (citato in BLCW) Immagine in Blasone Cesenate. |
|        | Barbieri (Modena, Ferrara) (la blasonatura non è stata ancora caricata) (citato in UNFE) Immagine nella Biblioteca Estense Universitaria (id. 667). |
|        | Barbieri (la blasonatura non è stata ancora caricata) (citato in UNFE) Immagine nella Biblioteca Estense Universitaria (id. 4454). |
|        | Barbieri (Roma) (la blasonatura non è stata ancora caricata) (citato in UNFE) Immagine nella Biblioteca Estense Universitaria (id. 3722). |
|        | Barbieri (Modena) (la blasonatura non è stata ancora caricata) (citato in UNFE) Immagine nella Biblioteca Estense Universitaria (id. 1425). |
|        | Barbierini (Firenze) Di rosso, al leone d'oro, tenente una ferza dello stesso; con il capo d'azzurro caricato di tre api montanti d'oro, 1.2 alias Di rosso, al leone d'oro, tenente una ferza dello stesso; con il capo d'azzurro caricato di tre api montanti d'oro, 2.1 (citato in (15)) |
|        | Barbini (Murano, Venezia) cometa di oro in palo affiancata da 2 teste barbute in maestà al naturale su azzurro (citato in LEOM) |
|        | Barbisoni (Brescia) d'azzurro, al capro d'oro, saliente (citato in GUCA – pag. 114 e in DAlena) |
|        | Barbisoni (Brescia) (la blasonatura non è stata ancora caricata) (citato in UNFE) Immagine nella Biblioteca Estense Universitaria (id. 4906). |

### Barbo
| Stemma | Casato e blasonatura |
| ------ | --- |
|        | Barbo (Veneto) (d'oro, alla banda di rosso caricata di un pesce d'argento, accompagnata da due barbette (?) di nero, una in capo e una in punta) (citato in STBV) (immagine dello Stemmario reale di Baviera.) |
|        | Barbo (Veneto) (d'azzurro, al leone d'argento, alla banda d'oro attraversante sul tutto) (citato in STBV) (immagine dello Stemmario reale di Baviera.) (la blasonatura non è stata ancora caricata) (citato in UNFE) Immagine nella Biblioteca Estense Universitaria (id. 4527), su bibliotecaestense.beniculturali.it. URL consultato il 10 dicembre 2020 (archiviato dall'url originale il 5 marzo 2016). |
|        | Barbo (Venezia) (la blasonatura non è stata ancora caricata) (citato in UNFE) Immagine nella Biblioteca Estense Universitaria (id. 4580), su bibliotecaestense.beniculturali.it. URL consultato il 10 dicembre 2020 (archiviato dall'url originale il 5 marzo 2016). |
|        | Barbò di rosso al bue d'argento passante accompagnato da tre stelle (8) d'oro, due nel capo, una nel canton destro della campagna (citato in (4) – Vol. I pag. 507) alias bue passante di argento accompagnato da - 3 stelle (8 raggi) di oro poste 2,1 tutto su rosso (citato in LEOM) |
|        | Barbò (Cremona) Titolo: marchesi e conti di Soresina, conti del Regno d'Italia, conti di Casalmorano, signori di Binanuova, di Scandolara, di Grontardo, di Gambina, di Levata, di Torrenuova, di Pescarolo, di Formigara, di Pumenengo e della Calciana inferiore di rosso al bue passante d'argento, accompagnato da tre stelle di otto raggi d'oro, due nel capo e una in punta (citato in BLCR) Motto: All'opera Immagine in Blasonario Cremonese (archiviato dall'url originale il 7 aprile 2014). |
|        | Barbò (Milano) bue rampante di argento su rosso - 3 stelle (8 raggi) di oro poste 2 in alto e una in basso a sinistra su rosso (citato in LEOM) |
|        | Barbò (Milano) inquartato: al 1º e 4º di rosso al bue d'argento passante accompagnato da tre stelle (8) d'oro, due nel capo, una nel canton destro della campagna (Barbò); al 2º e 3º partito: a destra d'azzurro al cane d'argento, rampante, collarinato d'oro, rivoltato: a sinistra troncato: al 1º palato di rosso e d'oro di otto pezzi; al 2º di rosso all'uccello d'argento, passante (Carrera) (citato in (4) – Vol. I pag. 507) bue di argento passante su terrazzo di verde su rosso - 2 stelle (8 raggi) di oro in alto poste in fascia su rosso - stella (8 raggi) di oro sul terrazzo a sinistra - cane di argento collarinato di oro rampante e rivolto su azzurro - palato di rosso e di oro (8 pezzi) - uccello di argento passante su rosso (citato in LEOM) Cimieri: due, a destra, di una stella (8) d'oro fra due proboscidi d'argento; a sinistra, il cane del campo, nascente |
|        | Barboglio Gajoncelli (Brescia) di rosso, al monte di 3 cime d'oro movente dalla punta dello scudo, sostenente una mano d'aquila di nero (citato in GUCA – pag. 354 e in DAlena) |
|        | Barbolani (Firenze) d'oro all'aquila al volo abbassata di nero coronata del campo posata sulla fascia centrata di argento (citato in (4) – Vol. I pag. 508) aquila ali abbassate (volo) di nero coronata di oro appollaiata su - fascia convessa di argento che ne copre la coda su oro (citato in LEOM) |
|        | Barbolani d'oro all'aquila al volo abbassato di nero, allumata e linguata di rosso, rostrata, armata e coronata del campo, posata sulla fascia diminuita e abbassata di azzurro, attraversante sulla coda (citato in (6) – pag. 46) |
|        | Barbolani d'oro all'aquila bicipite al volo spiegato di nero, allumata e linguata di rosso, rostrata, armata e coronata del campo, posata sulla fascia diminuita e abbassata di azzurro, attraversante sulla coda (citato in (6) – pag. 46) |
|        | Barbolani (Napoli) di oro all'aquila di nero linguata di rosso e coronata del campo, con la fascia d'argento attraversante (citato in (4) – Vol. I pag. 510) fascia di argento su - aquila di nero coronata di oro su oro (citato in LEOM) |
|        | Barbolani (Veneto) (troncato: nel 1º d'oro pieno; nel 2º d'azzurro caricato di una stella a otto raggi di rosso) (citato in STBV) (immagine dello Stemmario reale di Baviera.) |
|        | Barbolani (Barbasco, Venezia) (la blasonatura non è stata ancora caricata) (citato in UNFE) Immagine nella Biblioteca Estense Universitaria (id. 7198). |
|        | Barbolani (Napoli) fascia di azzurro sormontata da aquila di nero su argento (citato in LEOM) |
|        | Barbolani da Montauto (Arezzo, Firenze) D'oro, all'aquila dal volo abbassato di nero coronata del campo, posata sulla fascia diminuita abbassata e attraversante d'argento alias D'oro, all'aquila bicipite dal volo abbassato di nero coronata del campo, posata sulla fascia diminuita abbassata e attraversante d'azzurro (citato in (15)) |
|        | Barbolini (Balbinasco, Torcello, Venezia) (troncato d'oro e d'azzurro, all'uccello d'argento posato sulla partizione; il secondo caricato di una stella a otto raggi di rosso) (citato in STBV) (immagine dello Stemmario reale di Baviera.) (la blasonatura non è stata ancora caricata) (citato in UNFE) Immagine nella Biblioteca Estense Universitaria (id. 5711). |
|        | Barbolini (Veneto) (d'argento, alla banda di rosso, accostata da due delfini dello stesso) (citato in STBV) (immagine dello Stemmario reale di Baviera.) |
|        | Barbolio de' Gaioncelli (Capriolo (Brescia)) di rosso ad un colle di tre vette d'oro, movente dalla punta dello scudo e sostenente una mano d'aquila di nero (citato in (4) – Vol. I pag. 508) monte a 3 cime di oro uscente dalla punta cimato da - mano di aquila di nero su rosso (citato in LEOM) Cimiero: la mano d'aquila di nero |
|        | Barbonzini (Venezia) scaglione di rosso su argento accompagnato in alto da - una B ed una A in lettere maiuscole e in punta da una R di rosso in carattere gotico (citato in LEOM) |
|        | Barbora o Barboro (Ovada) Troncato-inchiavato: nel 1° ritroncato a) d'azzurro, al crescente montante d'oro; b) d'argento pieno; nel 2° d'oro, alla torre di rosso, chiusa di ... , merlata di due pezzi alla ghibellina, moventi dalla punta e sostenente una palla di cannone di nero, posta fra i due merli (citato in STOV) |
|        | Barbotti (Siena) D'azzurro, al grifone di rosso, tenente una spada alta d'argento (citato in (15)) |
|        | Barbotti (Casale) Titolo: conti di Sala Palato di verde e d'oro, con il capo del secondo carico di un'aquila di nero alias Palato di rosso e d'oro, con il capo del secondo carico di un'aquila di nero (citato in (17)) |

### Barbu
| Stemma | Casato e blasonatura |
| ------ | --- |
|        | Barbugli (Bettola Piacenza) leone rampante nascente di rosso su argento - arbusto spinoso di verde a sinistra su argento - 3 stelle (5 raggi) di oro poste in fascia su azzurro - aquila bicipite di nero coronata di oro su oro in capo (citato in LEOM) |
|        | Barbugli (Bettola Piacenza) berretto dottorale di rosso su argento - campagna mareggiata di azzurro e di argento (citato in LEOM) |

### Barc
| Stemma | Casato e blasonatura |
| ------ | --- |
|        | Barca (Ragusa/Dubrovnik) d'azzurro, a tre anelletti d'argento male ordinati (citato in (8)) (FR) D'azur, à trois annelets mal-ordonnés d'argent. Casque couronné. (citato in (9)) |
|        | Barca (Ragusa/Dubrovnik) d'azzurro, alla fascia d'argento, accompagnata da quattordici stelle dello stesso, il tutto d'argento, sete in capo, di cui una nel punto del capo e le altre sei ordinate in semicerchio, e sette in punta, ordinate 4, 2 e 1 (citato in (8)) (FR) D'azur, à une fasce, acc. de quatorze étoiles, le tout d'argent, sept en chef, dont une au point du chef et les six autres rangées en demi-cercle, et sept en pointe, 4, 2 et 1. Casque couronné. (citato in (9)) |
|        | Barcanante (Molise) (la blasonatura non è stata ancora caricata) (citato in DAlena) |
|        | Barcelloni Corte (Belluno) Titolo: Nobile partito: al 1º d'argento allo scorpione di nero, al 2º fasciato scaccato di rosso e di argento di due file e di verde (citato in (4) – Vol. I pag. 510) scorpione di nero posto in palo su argento - fasciato di : scaccato di rosso e di argento e di verde (citato in LEOM) |
|        | Barchetti (Firenze) D'azzurro, al vascello al naturale fornito d'argento, navigante verso sinistra sul mare al naturale, e accompagnato nel cantone destro del capo da una stella a otto punte d'oro (citato in (15)) |
|        | Barcosi (Prato) D'azzurro, a sei stelle a otto punte d'oro ordinate in cinta (citato in (15)) |

### Bard
| Stemma | Casato e blasonatura |
| ------ | --- |
|        | Bardassi o Bardaxi (Sicilia) Titolo: barone de' Martini di rosso, alla stella d'oro di otto raggi. Corona di barone (citato in Mango e in NBSC) Notizie storiche in Famiglie nobili di Sicilia. |
|        | Bardeau (Trieste, Stiria) Titolo: Conte d'argento al bardotto d'azzurro passante, linguato di rosso (citato in (4) – Vol. I pag. 511)br/> somaro (bardotto) bardato passante di azzurro su argento (citato in LEOM) Cimiero: il capo ed il collo del bardotto dello scudo |
|        | Bardelli (Firenze) Di..., all'orso passante in banda di..., accompagnato in capo da quattro gigli di..., posti tra i cinque pendenti di un lambello di... (citato in (15)) |
|        | Bardelli o Bardelli Lanaioli (Siena, Firenze) D'azzurro, a tre ruote d'oro, 2.1, accompagnate in capo da due chiavi decussate d'argento, legate di rosso (citato in (15)) alias D'azzurro, a tre ruote d'oro, 2.1, accompagnate in capo da due chiavi decussate d'oro, legate di rosso (citato in (15)) alias D'azzurro, alla fascia diminuita di nero, accompagnata in capo da due chiavi decussate d'oro legate di rosso, e in punta da tre ruote d'oro, 2.1 (citato in (15)) (DE) In durch 1 Balken geteiltem Feld oben 2 gekreuzte Schlüssel, unten in Blau 3 achtspeichige goldene Räder, 2:1 gestellt (citato in KHIF) alias Troncato: nel 1º d'argento, a due chiavi decussate d'oro, legate di rosso; nel 2º d'azzurro, a tre ruote d'oro, 2.1 (citato in (15)) |
|        | Bardellini (Asolo) (la blasonatura non è stata ancora caricata) (citato in DAlena) |
|        | Bardesono e Bardessono (Roma, Torino, Agliè) Titolo: Conte di Pavignano, Rigrasso troncato: al 1º d'azzurro, alla torre d'oro sormontata da un sole dello stesso; al 2º bandato d'argento e di nero (citato in (4) – Vol. I pag. 511 e in (17)) torre di oro uscente dalla troncatura cimata da - sole raggiante dello stesso su azzurro - bandato di argento e di nero (citato in LEOM) Motto: Ardens sum |
|        | Bardi (Colle di Val d'Elsa, Firenze, Pisa) d'azzurro, a sei grappoli d'uva d'oro, a 3 2 1 (citato in (10) – fasc. 391) D'azzurro, a sei grappoli d'uva d'oro, 3.2.1 (citato in (15)) alias D'azzurro, a sei grappoli d'uva d'oro, 3.2.1, con il capo cucito d'Angiò (citato in (15)) |
|        | Bardi (Firenze) d'oro, a 7 losanghe di rosso accollate in banda (citato in GUCA – pag. 345 e in DAlena) |
|        | Bardi (Firenze) D'oro, alla banda di losanghe accollate di rosso (citato in (15)) (DE) In Gold 1 roter Rautenschrägbalken (citato in KHIF) alias D'oro, alla banda di losanghe accollate di rosso, con il castello d'argento posto nel cantone sinistro del capo (citato in (15)) alias D'oro, alla banda di losanghe accollate di rosso, con lo scudetto d'Inghilterra posto nel cantone sinistro del capo (citato in (15)) alias D'oro, alla banda di losanghe accollate di rosso, con il capo di Libertà (citato in (15)) alias D'oro, alla banda di losanghe accollate di rosso, con la corona radiata d'oro, posta nel cantone sinistro del capo (citato in (15)) (DE) In Gold 1 erniedrigter roter Rautenschrägbalken, im linken Obereck begleitet von 1 silbernen Krone? (citato in KHIF) alias D'oro, alla banda di losanghe accollate di rosso, con una ghirlanda di verde, posta nel cantone sinistro del capo (citato in (15)) alias D'oro, alla banda di losanghe accollate di rosso, con lo scudetto del Popolo fiorentino, posto nel cantone sinistro del capo (citato in (15)) alias D'oro, alla banda di losanghe accollate di rosso, con il leone leopardito d'argento, posto nel cantone sinistro del capo (citato in (15)) alias D'oro, alla banda di losanghe accollate di rosso, con il liocorno inalberato d'argento, posto nel cantone sinistro del capo (citato in (15)) alias D'oro, alla banda di losanghe accollate di rosso, con il drago di verde, posto nel cantone sinistro del capo (citato in (15)) (DE) In Gold 1 erniedrigter roter Rautenschrägbalken, im linken Obereck begleitet von 1 rotgezungten, ringförmig gelegten grünen Drachen (citato in KHIF) alias D'oro, alla banda di losanghe accollate di rosso, con la bordura composta d'argento e d'azzurro (citato in (15)) alias D'oro, alla banda di losanghe accollate di rosso, al ramo di rosaio di..., posto nel cantone sinistro del capo (citato in (15)) alias D'oro, alla banda di losanghe accollate di rosso, con lo scudetto di... caricato di tre corone radiate di..., posto nel cantone sinistro del capo (citato in (15)) alias D'oro, alla banda di losanghe accollate di rosso, con la crocetta di..., posta nel capo (citato in (15)) alias D'oro, alla banda di losanghe accollate di rosso, con lo scudetto d'argento bordato d'azzurro, caricato di un leone di rosso, posto nel cantone sinistro del capo (citato in (15)) alias D'oro, alla banda di losanghe accollate di rosso, con lo scudetto di Firenze, posto nel cantone sinistro del capo (citato in (15)) alias D'oro, alla banda di losanghe accollate di rosso, alla torre d'argento, posta nel capo (citato in (15)) alias (DE) In Gold 1 erniedrigter roter Rautenschrägbalken, im linken Obereck begleitet von 1 eintürmigen naturfarbenen Burg (citato in KHIF) alias (DE) In Gold 1 erniedrigter roter Rautenschrägbalken, im linken Obereck begleitet von 1 silbernen? Schild, dieses belegt mit 3 schreitenden Löwen untereinander (citato in KHIF) |
|        | Bardi (Pisa) Troncato: nel 1º d'azzurro, al destrocherio armato al naturale, tenente in palo con la mano di carnagione una scure d'arme (o alabarda) d'oro, manicata al naturale e accostata da due stelle a otto punte d'oro; nel 2º d'oro, alla banda di losanghe accollate di rosso, accompagnate in punta dal mare al naturale alias Troncato: nel 1º d'azzurro, al destrocherio armato al naturale, tenente in palo con la mano di carnagione una scure d'arme (o alabarda) d'oro, manicata al naturale e accostata da due stelle a sei punte d'oro; nel 2º d'oro, alla banda di losanghe accollate di rosso, accompagnate in punta dal mare al naturale (citato in (15)) |
|        | Bardi (Siena) D'azzurro, al centauro inalberato d'argento, con testa e braccia di carnagione, coperto e vestito di rosso, talvolta sostenuto dal terreno al naturale, scoccante con l'arco dello stesso una freccia d'argento (citato in (15)) |
|        | Bardi o Mastrantonio (Sicilia) Titolo: signore di Jaci; barone della Cerda; marchese della Sambuca d'oro, a cinque fusi di rosso accollati ed accostati in banda scorciata (citato in Mango) d'oro con cinque fuselli rossi accollati in banda. Corona di marchese (citato in NBSC) Notizie storiche in Famiglie nobili di Sicilia. |
|        | Bardi o Balubani (Aquileia, Venezia) (la blasonatura non è stata ancora caricata) (citato in UNFE) Immagine nella Biblioteca Estense Universitaria (id. 5693). |
|        | Bardi o Balubani (Aquileia, Venezia) (la blasonatura non è stata ancora caricata) (citato in UNFE) Immagine nella Biblioteca Estense Universitaria (id. 5694). |
|        | Bardi Giampoli (Toscana, Pisa) (DE) In Blau 6 goldene gestielte Maiskolben, 3:2:1 gestellt und überhöht von 1 vierlätzigen roten Turnierkragen, dieser begleitet von je 1 goldenen Lilie zwischen den Lätzen (citato in KHIF) |
|        | Bardi Serzelli (Firenze) partito: nel 1º d'oro a 5 losanghe di rosso accollate in banda; nel 2º d'argento a tre rocchi di rosso posti 2, 1. Lo scudo accollato a due aquile di nero, con un castello d'argento per cimiero e la corona comitale, in segno del Vicariato imperiale sulla contea di Vernio (citato in (4) – Vol. I pag. 511) 5 losanghe di rosso accollate in banda su oro - 3 rocchi di scacchiere di rosso posti 2,1 su argento (citato in LEOM) |
|        | Bardini (Volterra) tagliato d'oro e di rosso alla rotella dell'uno nell'altro; ciascuna rotella caricata di una croce avellana d'azzurro, forata d'oro; la prima sormontata da tre gigli d'azzurro ordinati in fascia e separati da 4 pendenti di un lambello di rosso (citato in (4) – Vol. I pag. 512) 2 croci avellane di azzurro una su rotella di rosso sull'oro del tagliato di oro e di rosso e una su rotella di oro su rosso - lambello (4gocce) di rosso 3 gigli di azzurro su oro in capo (citato in LEOM) |
|        | Bardini (Firenze) Troncato d'oro e di rosso, a due rose dell'uno nell'altro; nel capo, tre gigli di rosso, posti fra i quattro pendenti di una lambello dello stesso (citato in (15)) |
|        | Bardini (Volterra, Firenze) Trinciato ondato d'oro e di rosso, a due rose dell'uno nell'altro; nel capo, tre gigli d'azzurro posti fra i quattro pendenti di un lambello di rosso alias Trinciato ondato d'oro e di rosso, a due rose dell'uno nell'altro; nel capo, tre gigli d'azzurro posti fra i quattro pendenti di un lambello di rosso; il tutto abbassato sotto la croce di Santo Stefano alias Trinciato d'oro e di rosso, a due rose dell'uno nell'altro (citato in (15)) |
|        | Bardini (Toscana) Bandato d'argento e di nero di otto pezzi (DE) 7mal silber-schwarz schräggeteilt (citato in KHIF) |
|        | Bardini (Toscana) (DE) Gold-rot geteilt, darin 2 Rosen in verwechselten Tinkturen, überhöht von 1 vierlätzigen roten Turnierkragen, dieser begleitet von je 1 goldenen Lilie zwischen den Lätzen (citato in KHIF) |
|        | Bardocchi (Bologna) Cervo (citato in DAlena) |
|        | Bardone (Vercelli ?) Di rosso, al leone rampante d'oro, tenente tre bastoni noderosi dello stesso, uno con le zampe anteriori, due con quelle posteriori (citato in (17)) |
|        | Bardonecchia, di Bardonnèche, de Bardonesca (da Bardonecchia, nel Delfinato, in Valle di Susa e Torino) D'argento, inferriato di rosso, inchiodato d'oro; col capo d'oro, carico di un'aquila di nero, nascente, linguata di rosso Quanto al capo si devono segnalare anche le varianti: 1) d'oro carico di un leone nascente di nero e un capo d'oro carico di un giglio di rosso accostato da due crescenti dello stesso, affrontati; 2) d'oro pieno. Motto: Tutum forti praesidium virtus (citato in MOLA, pp. 79–80) |
|        | Bardoni (Modena) d'azzurro al cervo passante d'argento sul terreno di verde (citato in (5) – pag. 58 v. 4-6 e in DAlena) |
|        | Bardoni o Fuseri (Modena, Ferrara) (la blasonatura non è stata ancora caricata) (citato in UNFE) Immagine nella Biblioteca Estense Universitaria (id. 622 e id. 3698 e id. 1557). |
|        | Bardonzi (Istria, Venezia) (la blasonatura non è stata ancora caricata) (citato in UNFE) Immagine nella Biblioteca Estense Universitaria (id. 7140). |
|        | Barducci (Toscana) (DE) In Gold 1 blauer Balken, begleitet von 3 2:1 gestellten blauen Ringen (citato in KHIF) |
|        | Barducci (Toscana) (DE) In Rot 3 eintürmige silberne Burgen, 1:2 gestellt (citato in KHIF) |
|        | Barducci (Toscana) (DE) In Blau 1 silberne Scheibe, belegt mit 1 roten Kreuz und kreisförmig begleitet von 8 silbernen Rosen (citato in KHIF) |
|        | Barducci (Toscana) (DE) In Blau 6 silberne Rosen, 1:2:2:1 gestellt (citato in KHIF) |
|        | Barducci (Toscana) (DE) In Rot 6 gold-silber gespaltene Scheiben, 3:2:1 gestellt und oben begleitet von 1 vierlätzigen blauen Turnierkragen (citato in KHIF) |
|        | Barducci (Toscana) (DE) In Rot 6 mit je 1 schwarzen Pfahl belegte silberne Scheiben, 1:2:2:1 gestellt (citato in KHIF) |
|        | Barducci Attavanti (Firenze) D'oro, alla fascia di verde accompagnata da tre anelletti dello stesso, 2.1 (citato in (15)) |
|        | Barducci Attavanti (Toscana) (DE) In Gold 1 blauer Balken, begleitet von 3 1:2 gestellten querovalen blauen Ringen (citato in KHIF) |
|        | Barducci Cherichini (Firenze) Di rosso, a sei bisanti ordinati in cinta, partiti d'oro e d'argento e caricati ciascuno di un palo d'azzurro, passato sulla partizione (citato in (15)) alias Di rosso, a sei bisanti ordinati 3.2.1, partiti d'oro e d'argento e caricati ciascuno di un palo d'azzurro, passato sulla partizione (citato in (15)) alias Di rosso, a sei bisanti ordinati in cinta, partiti d'oro e d'argento e caricati ciascuno di un palo d'azzurro, passato sulla partizione, con il capo d'Angiò (citato in (15)) alias Di rosso, a sei bisanti ordinati 3.2.1, partiti d'oro e d'argento e caricati ciascuno di un palo d'azzurro, passato sulla partizione, con il capo d'Angiò (citato in (15)) alias Di rosso, a sei bisanti ordinati in cinta, partiti d'oro e d'argento e caricati ciascuno di un palo d'azzurro, passato sulla partizione, con il capo di Leone X abbassato sotto il capo d'Angiò (citato in (15)) alias Di rosso, a sei bisanti ordinati 3.2.1, partiti d'oro e d'argento e caricati ciascuno di un palo d'azzurro, passato sulla partizione, con il capo di Leone X abbassato sotto il capo d'Angiò (citato in (15)) alias Di rosso, a sei bisanti partiti d'oro e d'argento, 3.2.1 (citato in (15)) alias Di rosso, a otto bisanti d'oro, caricati ciascuno di un palo di nero, 2.3.2.1 (citato in (15)) alias (DE) In Rot 6 durch je 1 silbernen Pfahl gold-blau gespaltene Scheiben, 1:2:2:1 gestellt (citato in KHIF) alias (DE) Unter 1 blauen Schildhaupt, darin 1 vierlätziger roter Turnierkragen, begleitet von je 1 goldenen Lilie zwischen den Lätzen (Capo d'Angiò), in Rot 6 durch je 1 blauen Pfahl gold-silber gespaltene Scheiben, 3:2:1 gestellt (citato in KHIF) |
|        | Barducci delle Bozze (Toscana) (DE) Durch 1 blauen Balken rot-gold geteilt, oben 1 goldener Stierkopf (citato in KHIF) |

### Bare
| Stemma | Casato e blasonatura |
| ------ | --- |
|        | Barea (Castelfranco Veneto) Titolo: Nobiltà friulana, Consiglio nobile di Treviso Spaccato d'azzurro e di verde, al leone d'oro (citato in CROD) Vol.II pag. 94 |
|        | Barea Toscan (Resana (Treviso)) Titoli: Nobile, Cavaliere dell'I. A. inquartato: al 1 e 4º d'azzurro al leone d'oro linguato di rosso, tenente con la zampa destra una spada al naturale; al 2º d'oro a quattro bande di verde; al 3º d'oro a tre bande di verde (citato in (4) – Vol. I pag. 513) leone rampante di oro spada posta in palo dello stesso in destra su azzurro - 4 bande di verde su oro - 3 bande di verde su oro (citato in LEOM) Cimieri: a destra, il leone del campo rivoltato; a sinistra un semivolo d'oro carico di quattro bande di verde |
|        | Barel (Torino) di rosso alla torre d'oro, addestrata, in alto, da una stella, sinistrata da un giglio, il tutto d'argento (citato in (4) – Vol. I pag. 513 e in (17)) |
|        | Barel (Torino) Titoli: Marchese di Lucinge, Conte di S.Albano, Signore di Pellionex inquartato: al 1º e 4º di rosso alla torre d'oro, addestrata, in alto, da una stella, sinistrata da un giglio, il tutto d'argento (Barel); al 2º di azzurro, al mondo d'argento, cerchiato e crociato di rosso (de Regard de Lucinge); al 3º di azzurro alla figura di S. Albano martire, a cavallo, galoppante, al naturale (Sant'Albano) (citato in (4) – Vol. I pag. 513 e in (17)) torre di oro su rosso accompagnata da - stella (6 raggi) di argento a sinistra in alto e da giglio dello stesso a destra in alto su rosso - globo di argento cechiato e crociato di rosso su azzurro - figura di Sant'Albano martire tenente con la destra una foglia di palma su cavallo tutto al naturale su azzurro (citato in LEOM) alias Inquartato di Barel e di Sant'Albano (citato in (17)) Sostegni: due leoni d'oro, affrontati, con le teste rivoltate in fuori Motto: À tout regard |
|        | Barella (Ovada) Troncato: nel 1° di verde, alla sbarra di rosso, caricata di tre stelle di sei raggi d'oro; nel 2° di rosso, al pegaso di nero, coronato d'oro, sostenuto da un monte di tre cime di verde, movente dalla punta (citato in STOV) |
|        | Barelli o Barello (Nizza) D'azzurro, a due fasce d'argento, accompagnate da cinque stelle, d'oro, 2, 1, 2 (citato in (17)) |
|        | Barelli (Modena, Ferrara) (la blasonatura non è stata ancora caricata) (citato in UNFE) Immagine nella Biblioteca Estense Universitaria (id. 644). |
|        | Barelli (la blasonatura non è stata ancora caricata) (citato in UNFE) Immagine nella Biblioteca Estense Universitaria (id. 3680). |
|        | Barelli (Modena) (la blasonatura non è stata ancora caricata) (citato in UNFE) Immagine nella Biblioteca Estense Universitaria (id. 1574). |
|        | Barelli (Modena) (la blasonatura non è stata ancora caricata) (citato in UNFE) Immagine nella Biblioteca Estense Universitaria (id. 1570). |
|        | Baretti (Mondovì) Partito, semitroncato, al 1° d'azzurro, a tre barre(?) di nero, cucite, in palo, una accanto all'altra, la centrale più alta, al 2° d'oro, all'aquila coronata, di nero, al 3° di rosso, a tre lettere T di nero, 2, 1 (citato in (17)) |
|        | Baretti armellino pieno - capo di Gerusalemme (citato in LEOM) |

### Barf
| Stemma | Casato e blasonatura                                                                                              |
| ------ | --- |
|        | Barfali (Firenze) Di..., al porco passante di..., sormontato da un lambello a tre pendenti di... (citato in (15)) |

### Barg
| Stemma | Casato e blasonatura |
| ------ | --- |
|        | Bargagli arma di origine (Siena) di rosso a due fasce d'argento caricate da quindici rose, dell'uno nell'altro, disposte 4, 4, 4, 2 e 1 (presente nel Palazzo Bargagli di Siena) |
|        | Bargagli arma antica (Siena) fasciato d'argento e di rosso di quattro pezzi, caricato di 9 rose poste 3, 3, 2, 1 dell'uno nell'altro (presente nel Palazzo Pubblico di Siena, nelle Biccherne e citato in STBV) |
|        | Bargagli e Bargagli Bardi Bandinelli (Siena) Titolo: Patrizio di Siena, Marchese, Conte, Conte Palatino, Signore di Ciliano Di rosso alla fascia d'argento, il tutto caricato di sei rose dell'uno nell'altro disposte 3, 2, 1; al capo d'argento all'aquila bicipite di nero coronata d'oro, sormontata da tre rose di rosso (citato in (4) – Vol. I pag. 514) fascia di argento su rosso - 6 rose poste in piramide rovesciata di cui 3 e una di argento su rosso e 2 di rosso su argento - aquila bicipite di nero coronata di oro su ambo le teste su argento in capo - 3 rose poste in fascia in alto su argento (citato in LEOM) alias Di rosso alla fascia d'argento caricata da due rose del campo, ed accompagnata da quattro rose d'argento, tre in capo ed una in punta; col capo dello stesso caricato dell'aquila bicipite spiegata di nero ed accompagnata in capo da tre rose di rosso (citato in CROD) Di rosso, alla fascia d'argento, caricata di due rose del campo, e accompagnata da quattro rose d'argento, 3.1; il tutto abbassato sotto il capo d'argento, caricato dell'aquila bicipite di nero, sormontata da tre rose di rosso (citato in (15)) alias Fasciato di sei pezzi d'argento e di rosso; il 2º, 3º e 4º pezzo caricati di quattro rose ciascuno, il 5º pezzo di due rose, il 6º pezzo di una rosa, tutte dell'uno nell'altro (citato in (15)) alias D'argento, a tre fasce di rosso, caricate ciascuna di tre rose del campo, accompagnate da dieci rose di rosso, 3.3.3.1 (citato in (15)) alias d'argento, a due fasce di rosso, accompagnate e caricate di dodici rose dell'uno nell'altro poste 2, 3, 2, 3 e 2 (FR) d'argent, à deux fasces de gueules, acc. et ch. de douze roses de l'un à l'autre, posées 2, 3, 2, 3 et 2 (citato in (9)) alias di rosso, alla fascia d'argento caricata da due rose del campo e accompagnata da quattro rose d'argento, tre in capo e una in punta, al capo d'oro caricato di un'aquila spiegata di nero (FR) de gueules à la fasce d'argent chargée ed deux roses du champ et acc. de quatre roses d'argent, 3 en chef et 1 en pointe, au chef d'or chargé d'une aigle éployée de sable (citato in (9)) alias Di rosso alla fascia d'argento, il tutto caricato di sei rose dell'uno nell'altro disposte 3, 2, 1; al capo d'argento all'aquila bicipite di nero coronata d'oro su entrambe le teste, accompagnata da due rose di rosso alias Di rosso alla fascia d'argento, il tutto caricato di sei rose dell'uno nell'altro disposte 3, 2, 1; al capo d'argento all'aquila bicipite di nero, accompagnata da due rose di rosso Cimiero: elmo coronato d'alloro, sormontato dall'aquila bicipite Motto: Semper suaves |
|        | Bargagli Petrucci (Siena, Firenze, Sarteano) Titolo: Marchese, Conte palatino Partito, nel primo: di rosso, alla fascia d'argento, il tutto caricato di sei rose dell'uno nell'altro disposte 3, 2, 1, al capo di argento caricato dell'aquila bicipite di nero coronata d'oro e sormontata da tre rose di rosso; nel secondo: trinciato cuneato d'oro e d'azzurro, al capo dell'Impero (citato in GUCA – pag. 458, in (4) - Vol. I pag. 515 e in DAlena) Partito, nel primo: di rosso, alla fascia d'argento caricata da due rose del campo ed accompagnata da quattro rose d'argento, tre in capo ed una in punta, col capo dello stesso caricato dell'aquila bicipite spiegata di nero ed accompagnata in capo da tre rose di rosso; nel secondo: trinciato scalinato d'oro e d'azzurro, col capo dell'Impero (citato in (4) - Supplemento) aquila bicipite di nero coronata di oro 3 rose di rosso su argento - 3 rose di argento su rosso - 2 rose di rosso su fascia di argento - una rosa di argento su rosso - trinciato scalinato di oro e di azzurro - capo d'Impero (citato in LEOM) (la blasonatura non è stata ancora caricata) (citato in BNDD) Immagine ne L'araldica sarteanese nei secoli. |
|        | Bargagli Stoffi (Siena, Firenze) Titolo: Patrizio di Siena aquila bicipite di nero coronata di oro sormontata da 3 rose di rosso su argento - 3 rose di argento su rosso - 2 rose di rosso su fascia di argento - una rosa di argento su rosso - fascia di rosso bordata di oro - 3 gigli di oro posti in fascia in alto e uno in punta su azzurro (citato in LEOM) |
|        | Bargagli (Genova) interzato in palo: al 1° bandato d'azzurro e d'argento, col pino di verde, sradicato, in palo attraversante; al 2° d'oro, al leone coronato dello stesso; al 3° d'azzurro, alla fascia cucita di rosso, caricata da cinque foglie d'argento, una accanto all'altra, ed accompagnata da quattro rose d'oro, tre in capo, ordinate in fascia, ed una in punta (citato in CROD) |
|        | Bargaglia (la blasonatura non è stata ancora caricata) (citato in UNFE) Immagine nella Biblioteca Estense Universitaria (id. 3111). |
|        | Bargagnati di azzurro alla fede vestita di rosso accompagnata in capo da un'aquila di nero coronata d'oro nonché da due stelle d'oro con un sole raggiante del medesimo, in mezzo (citato in (4) – Vol. I pag. 516) |
|        | Bargagnati (Fabriano) partito: nel 1º di azzurro alla fede vestita di rosso accompagnata in capo da un'aquila di nero coronata d'oro nonché da due stelle d'oro con un sole raggiante del medesimo, in mezzo (Bargagnati); nel 2º di azzurro al destrocherio movente dal lato sinistro dello scudo, vestito di verde e tenente nella mano di carnagione una rosa gambuta e fogliata di verde, accompagnato in punta da tre stelle d'oro male ordinate (Braccini) (citato in (4) – Vol. I pag. 516) alias fede vestita di rosso sormontata da - aquila di nero coronata di oro su azzurro - 2 stelle (6 raggi) di oro poste in fascia in alto su azzurro - sole uscente dal capo raggiante di oro su azzurro - braccio destro vestito di verde uscente da destra afferrante con la mano di carnagione una rosa di rosso stelata e fogliata di verde su azzurro - 3 stelle (6 raggi) di oro in basso su azzurro poste 2,1 (citato in LEOM) |
|        | Bargali aquila bicipite di nero coronata su ambo le teste di oro su argento - 5 rose araldiche di cui 2 in alto poste in fascia di rosso su argento e 3 di argento poste in fascia sulla campagna di rosso (citato in LEOM) |
|        | Bargellini (Bologna, Palermo) partito di rosso e d'oro, al leone attraversante dell'uno all'altro; al capo d'Angiò (citato in (11) – pag. 82 e in DAlena) |
|        | Bargellini (Napoli, Toscana) (la blasonatura non è stata ancora caricata) (citato in UNFE) Immagine nella Biblioteca Estense Universitaria (id. 3517). |
|        | Bargellini (Firenze) Di..., al leopardo illeonito di...; con il capo d'Angiò alias Partito di rosso e d'oro, al leone dell'uno nell'altro; con il capo d'Angiò (citato in (15)) |
|        | Bargesi (Pistoia) D'azzurro, alla fascia d'argento, accompagnata in punta da un rocco di scacchiere d'oro; con il capo cucito d'Angiò alias D'azzurro, alla fascia d'argento, accompagnata in capo da due gigli d'oro posti fra i tre pendenti di un lambello di rosso, e in punta da un calamaio d'oro, fornito di due penne d'oca dello stesso (citato in (15)) |
|        | Bargi da Gangalandi (Firenze) Di..., al cane rampante reciso di..., accompagnato nel cantone destro del capo dallo scudetto di Gangalandi (citato in (15)) |
|        | Bargiacchi (Firenze) D'azzurro, alla fascia d'argento caricata di un leopardo fermo al naturale, posto in mezzo a due gigli d'oro, accompagnata in capo da una stella a sei punte dello stesso alias D'azzurro, alla fascia d'argento caricata di un leopardo fermo al naturale, posto in mezzo a due gigli d'oro, accompagnata in capo da una stella a otto punte dello stesso (citato in (15)) |
|        | Bargigli (Firenze) d'azzurro alla fascia di rosso accompagnata in capo da tre stelle di otto raggi ordinate in fascia e in punta da una ruota, il tutto d'oro (citato in (4) – Vol. I pag. 516) D'azzurro, alla fascia di rosso, accompagnata da tre stelle a otto punte d'oro ordinate in capo, e in punta da una ruota a otto raggi dello stesso (o di rosso) (citato in (15)) fascia di rosso su azzurro - 3 stelle (8 raggi) di oro poste in fascia in alto su azzurro - ruota di oro su azzurro in basso (citato in LEOM) Cimiero: una stella d'oro a otto raggi |
|        | Bargnani (Pesaro) d'oro, all'aquila spiegata di nero colla testa rivoltata e coronata del medesimo (citato in GUCA – pag. 455 e in (6) - pag. 154 (...aquila... imbeccata del campo)) |
|        | Bargnani (Brescia, Ghedi) di argento, all'aquila di nero, coronata d'oro (citato in (4) – Vol. I pag. 516) aquila di nero coronata di oro su argento (citato in LEOM) |
|        | Bargnani (Brescia, Ghedi) aquila di nero coronata di oro su oro (citato in LEOM) |

### Bari
| Stemma | Casato e blasonatura |
| ------ | --- |
|        | Barichaldo (Veneto) (bandato d'azzurro e d'argento, alla fascia attraversante d'oro) (citato in STBV) (immagine dello Stemmario reale di Baviera.) |
|        | Barigiani d'azzurro, alla banda contradoppiomerlata (doppiomerlata) d'argento (citato in (6) – pag. 124) |
|        | Barigiani (Perugia) (la blasonatura non è stata ancora caricata) (citato in UNFE) Immagine nella Biblioteca Estense Universitaria (id. 7339). |
|        | Barigiani (Bologna, Perugia) (la blasonatura non è stata ancora caricata) (citato in UNFE) Immagine nella Biblioteca Estense Universitaria (id. 7242). |
|        | Bariglietti o Bariglieti (Torino) Titolo: consignori di Cantogno, Costigliole Saluzzo troncato d'argento e di nero al leone dell'uno nell'altro, armato e linguato di rosso, accostato da 16 foglie di ruta sopra l'argento, otto per parte, quattro e quattro, una sull'altra (citato in GUCA – pag. 464) Troncato d'argento e di nero, al leone dell'uno nell'altro, armato e linguato di rosso, accostato da 16 foglie di ruta di nero poste sopra l'argento Motto: Consurgit generosior (citato in (17)) |
|        | Baril (Fossano) Titolo: conti di Torricella Troncato, al 1º d'argento, all'aquila di nero, coronata di rosso, al 2º d'oro, al barile di nero cerchiato d'azzurro, con il fondo e la maniglia di rosso Motto: Ne quid nimis (citato in (17)) |
|        | Barilari (Roma) (blasonatura non presente) (citato in (4) – Vol. I pag. 516) barile di oro su terrazzo di verde su azzurro - giglio affiancato da - 2 stelle (6 raggi) di oro su verde in capo - trangla di rosso (citato in LEOM) |
|        | Barile (L'Aquila, Napoli) d'azzurro, al barile d'oro, posto in fascia, sormontato nel capo da una stella, d'oro (citato in VENA, manoscritto Ms. XVII 24 (1600) presso la Biblioteca Nazionale di Napoli, p. 138) |
|        | Barile (Sicilia) Grifone (citato in DAlena) |
|        | Barile (Biella) Troncato, d'argento, all'aquila coronata, di nero, e d'oro, al barile di nero Motto: Ne quid nimis (citato in (17)) |
|        | Barile (Tollegno) D'azzurro, a un barile in cuore, accompagnato nel punto del capo da due stelle, il tutto d'oro, e in punta da una rosa rossa, gambuta e fogliata di verde (citato in (17)) |
|        | Barili (Siena) D'azzurro, allo scaglione d'oro, accompagnato da tre stelle a otto punte dello stesso, ordinate in capo, e in punta da un barile coricato d'argento (citato in (15)) |
|        | Barili (Cesena) (la blasonatura non è stata ancora caricata) (citato in BLCW) Immagine in Blasone Cesenate. |
|        | Barilla (Mineo, Messina, Reggio Calabria, Tropea) d'azzurro, al barile d'oro, posto in fascia, sormontato nel capo da un giglio, accostato da due stelle, il tutto dello stesso alias Stemma antico: d'azzurro, al barile d'oro, posto in fascia, sormontato nel capo da un giglio, di rosso, accostato da due stelle, d'oro (citato in Mango e VENA, manoscritto Ms. XVII 24 (1600) presso la Biblioteca Nazionale di Napoli, p. 140) |
|        | Barilla Spanò (Mineo, Messina, Reggio Calabria, Tropea) d'azzurro, al barile d'oro, posto in fascia, sormontato nel capo da un giglio, accostato da due stelle, il tutto dello stesso alias Stemma antico: d'azzurro, al barile d'oro, posto in fascia, sormontato nel capo da un giglio, di rosso, accostato da due stelle, d'oro. (Immagine nella Raccolta stemmi Trippini (JPG). e in VENA, manoscritto Ms. XVII 24 (1600) presso la Biblioteca Nazionale di Napoli, p. 140) |
|        | Barillari e Barillari Salvaterra (Bologna, Migliarino) d'azzurro al barile d'oro sostenuto da una terrazza di verde; col capo di verde caricato d'un giglio d'oro fra due stelle dello stesso, e sostenuto da una fascia in divisa di rosso (citato in (4) – Vol. I pag. 517) barile di oro su terrazzo di verde su azzurro - giglio 2 stelle (6 raggi) di oro su verde in capo - trangla di rosso (citato in LEOM) |
|        | Barisanello (Veneto) (troncato: nel 1º d'argento, a tre rose di rosso ordinate in fascia; nel 2º di rosso, a due pali d'argento) (citato in STBV) (immagine dello Stemmario reale di Baviera.) alias (troncato: nel 1º di rosso, a tre bande d'oro; nel 2º d'argento, a tre rose di rosso 2, 1) (citato in STBV) (immagine dello Stemmario reale di Baviera.) |
|        | Barisani (Veneto) (partito: d'argento e d'oro, al monte di tre cime uscente dalla punta dall'uno all'altro, al giglio del secondo nel primo e alla rosa del primo nel secondo) (citato in STBV) (immagine dello Stemmario reale di Baviera.) alias (tagliato: nel 1º d'azzurro a tre bande increspate d'oro; nel 2º d'argento pieno) (citato in STBV) (immagine dello Stemmario reale di Baviera.) alias (bandato increspato d'azzurro e d'oro) (citato in STBV) (immagine dello Stemmario reale di Baviera.) alias (bandato increspato d'azzurro e d'argento di dieci pezzi) (citato in STBV) (immagine dello Stemmario reale di Baviera.) alias (d'azzurro, a due bande innestate d'argento) (citato in STBV) (immagine dello Stemmario reale di Baviera.)                                                         |
|        | Barisani (Napoli) (la blasonatura non è stata ancora caricata) (citato in UNFE) Immagine nella Biblioteca Estense Universitaria (id. 2801). |
|        | Bariscaldi (Altino, Venezia) (la blasonatura non è stata ancora caricata) (citato in UNFE) Immagine nella Biblioteca Estense Universitaria (id. 7142). |
|        | Bariscaldi (Torcello, Venezia) (la blasonatura non è stata ancora caricata) (citato in UNFE) Immagine nella Biblioteca Estense Universitaria (id. 5712). |
|        | Barissani o Barassi (Acri, Venezia) (la blasonatura non è stata ancora caricata) (citato in UNFE) Immagine nella Biblioteca Estense Universitaria (id. 5713). |
|        | Baristalldo (Veneto) (di rosso, a quattro bande d'argento) (citato in STBV) (immagine dello Stemmario reale di Baviera.) alias (d'azzurro, a tre bande d'oro, alla fascia d'argento attraversante, carica di tre crocette patenti di rosso) (citato in STBV) (immagine dello Stemmario reale di Baviera.) alias (d'argento, a due bande di rosso, accompagnate da una crocetta patente dello stesso posta in capo, alla fascia attraversante d'argento, carica di una lettera B maiuscola di nero) (citato in STBV) (immagine dello Stemmario reale di Baviera.) alias (d'argento, a due bande di rosso, accompagnate da una crocetta patente dello stesso posta in capo, alla fascia attraversante d'oro, carica di una lettera B maiuscola di rosso) (citato in STBV) (immagine dello Stemmario reale di Baviera.) |
|        | Barixani o Baraxi (Acri, Venezia) (la blasonatura non è stata ancora caricata) (citato in UNFE) Immagine nella Biblioteca Estense Universitaria (id. 7148). |
|        | Barizanello o Barisanelli (Venezia) 2 pali di argento su rosso - 3 stelle (8 raggi) di rosso poste in fascia su oro in capo (citato in LEOM) |

### Barl
| Stemma | Casato e blasonatura |
| ------ | --- |
|        | Barlet (Aiglun) D'oro, alla rosa di rosso, fogliata e bottonata di verde, con il capo d'azzurro, carico di tre stelle d'oro (citato in (17)) |
|        | Barletti (Firenze) Di..., al monte di sei cime di..., sostenente sulla cima più alta un leone di..., e a due ramoscelli di..., nodriti sulle due cime laterali del monte stesso (citato in (15)) |
|        | Barletti (Nizza Marittima) Titolo: baroni D'oro, alla rosa di verde, con il capo d'azzurro, carico di tre stelle d'oro (citato in (17)) |
|        | Barletto (Riva di Chieri) D'argento, allo scaglione di rosso, accompagnato da tre rose dello stesso, bottonate d'oro, gambute e fogliate di due pezzi, di verde Motto: Fortior resurgo (citato in (17)) |
|        | Barli (Massa di Valdinievole) Troncato d'azzurro e di rosso, al leone attraversante al naturale, e alla fascia attraversante sul tutto d'oro, caricata di tre barili coricati al naturale, spinati d'oro, ordinati nel senso della pezza alias Troncato d'azzurro e di rosso, al leone attraversante al naturale, e alla fascia attraversante sul tutto d'oro, caricata di tre barili coricati al naturale, spinati d'oro, ordinati nel senso della pezza, con tre stelle a otto punte d'oro, ordinate in capo (citato in (15))            |
|        | Barli o Barla (Nizza) Titolo: consignori di Castellar Bandato d'oro e di nero, con il capo d'oro carico di tre barili di rosso, cerchiati di nero, sostenuto da una fascia composta d'oro e di nero, di quattro pezzi alias Bandato d'argento e d'azzurro, con il capo del secondo carico di tre barili d'argento, ordinati in fascia, con il capo sostenuto da una fascia composta, di 4 pezzi, d'oro (o d'argento) e d'azzurro alias Partito di rosso a tre barili d'oro cerchiati di nero, e bandato d'oro e d'azzurro (citato in (17)) |
|        | Barlotta (Sicilia) Titolo: barone delle Saline di Biondicelle; principe di S. Giuseppe di rosso, alla banda d'oro, accompagnata da due stelle dello stesso; situate una in capo ed una in punta. Corona di principe (citato in Mango e in NBSC) Notizie storiche in Famiglie nobili di Sicilia. |

### Barn
| Stemma | Casato e blasonatura |
| ------ | --- |
|        | Barna (Sicilia) d'azzurro, alla fascia scaccata di rosso e del campo, accompagnata da due colombe posate al naturale, una in capo ed una in punta (citato in Mango) |
|        | Barnaba (Buja, Roma) Titolo: Signore di Buja bandato di argento e di rosso, con la trangla di oro carica di una anguilla al naturale, posta in fascia, sotto il capo d'argento alla rosa di rosso bottonata d'oro (citato in (4) – Vol. I pag. 517) bandato di argento e di rosso - rosa di rosso bottonata di oro su argento in capo - anguilla al naturale ondeggiante in fascia su trangla di oro (citato in LEOM) Cimiero: l'orso nascente tenente nella zampa destra una rosa di rosso gambuta di verde Sostegni: due orsi controrampanti al naturale                                     |
|        | Barnaba di Buja (Buja, Roma) fascia di nero su argento - rosa di oro in alto su argento - 3 bande di nero in basso su argento (citato in LEOM) |
|        | Barnabei di azzurro alla quercia al naturale ghiandata d'oro e terrazzata di verde e accompagnata in capo da una cometa d'oro ondeggiante in palo, accostata da due stelle di 8 raggi d'oro. Il tutto abbassato sotto un capo d'argento caricato dell'aquila bicipite dell'impero di nero, aureolata d'oro, unghiata e linguata di rosso (citato in (4) – Vol. II pag. 96) |
|        | Barnabò (Foligno) bandato di azzurro e di oro (citato in LEOM) |
|        | Barnabò (Foligno) bue di argento nascente su campo non identificato (citato in LEOM) |
|        | Barni di rosso, alla fascia diminuita d'argento, accompagnata da tre elmi, due nel capo e uno nella punta, posti di profilo e graticolati dello stesso, e bordati d'oro (citato in (6) – pag. 126) |
|        | Barni e Barni Corrado (Lodi, Cremona, Milano, Dovera) Titolo: Conti di Roncadello, nobili, patrizi di Lodi di rosso, alla fascia d'oro, accompagnata da 3 elmi di ferro, guerniti d'oro, al naturale (citato in (4) – Vol. I pag. 518) di rosso, alla fascia d'oro accompagnata da tre elmi di ferro al naturale e guerniti d'oro, due affrontati in capo e uno in punta (citato in BLCR) Immagine in Blasonario Cremonese (archiviato dall'url originale il 7 aprile 2014). alias fascia di oro su rosso - 3 elmi di argento guerniti di oro i 2 in alto affrontati su rosso (citato in LEOM) |
|        | Barni non Laudenses (la blasonatura non è stata ancora caricata) (citato in DAlena) |

### Baro
| Stemma | Casato e blasonatura |
| ------ | --- |
|        | Barò Troncato d'oro e d'azzurro, alla banda scaccata di nero e d'argento Motto: Solus (citato in (17)) |
|        | Baroci (Veneto) (d'argento, alla fascia d'azzurro) (citato in STBV) (immagine dello Stemmario reale di Baviera.) |
|        | Baroci (Veneto) (troncato d'argento e di rosso, al leone dall'uno all'altro) (citato in STBV) (immagine dello Stemmario reale di Baviera.) |
|        | Baroffio di azzurro all'aquila afferrante una serpe, i due animali in atto di mordersi, il tutto al naturale (citato in (4) – Vol. I pag. 518) |
|        | Baroffio Dall'Aglio (Milano) partito al 1º di Baroffio che è di azzurro all'aquila afferrante una serpe, i due animali in atto di mordersi, il tutto al naturale; al 2º di Dall'Aglio che è troncato di azzurro al sole d'oro e di rosso a tre teste d'aglio, rovesciate e legate d'argento (citato in (4) – Vol. I pag. 518) aquila in volo afferrante un serpente i 2 animali in atto di mordersi tutto al naturale su azzurro - sole raggiante di oro su azzurro - 3 teste di aglio legate di argento su rosso (citato in LEOM) Motto: Fides vim auget |
|        | Baroli (Cremona) Titolo: cavalieri dell'Impero fasciato di rosso e d'argento a due pesci barbi al naturale, addossati; colla fascia d'argento inferiore caricata di un ramo d'olivo, al naturale, movente dalla punta dello scudo e divergente in due ramoscelli; il tutto sotto un capo d'oro (citato in (4) – Vol. I pag. 519) fasciato di rosso e di argento - le fasce centrali caricate di 2 barbi (pesci) posti in palo addossati al naturale - ramo di olivo uscente dalla punta al naturale biforcato in fascia sull'ultima fascia di argento - oro pieno in capo (citato in LEOM) fasciato di rosso e d'argento a due pesci al naturale addossati e attraversanti su tre delle sei fasce. La fascia inferiore, d'argento, carica di un ramo d'ulivo al naturale, movente dalla punta e divergente in due ramoscelli, il tutto sotto un capo d'oro (citato in BLCR) Immagine in Blasonario Cremonese (archiviato dall'url originale il 7 aprile 2014). Cimiero: tre penne di struzzo, d'oro, d'argento e di rosso Motto: Fovet et lucescit |